# 実松照晃
実松 照晃（じつまつ てるあき）は、日本のアニメプロデューサー。株式会社ADKエモーションズ所属。

## 作品一覧

### テレビアニメ
- 2004年 陰陽大戦記 - プロデューサー
- 2005年 アイシールド21 - アシスタントプロデューサー
- 2005年 Get Ride! アムドライバー - アシスタントプロデューサー
- 2006年 ケロロ軍曹 - プロデューサー（第91話 - 第159話）
- 2006年 遊☆戯☆王デュエルモンスターズGX - プロデューサー（第70話 - 第180話）
- 2007年 古代王者 恐竜キング Dキッズ・アドベンチャー - プロデューサー（第1話 - 第15話）
- 2008年 遊☆戯☆王5D's - プロデューサー
- 2011年 遊☆戯☆王ZEXAL - プロデューサー
- 2012年 遊☆戯☆王ZEXAL II - プロデューサー
- 2014年 遊☆戯☆王ARC-V - ゼネラルプロデューサー
- 2015年 プリパラ - プロデューサー（第31話 - 第140話）
- 2016年 双星の陰陽師 - プロデューサー
- 2017年 アイドルタイムプリパラ - アソシエイトプロデューサー
- 2017年 遊☆戯☆王VRAINS - プロデューサー
- 2018年 キラッとプリ☆チャン - アソシエイトプロデューサー（第1話 - 第102話）
- 2019年 KING OF PRISM -Shiny Seven Stars- - チーフプロデューサー
- 2019年 真・中華一番! - プロデューサー
- 2020年 ミュークルドリーミー - 企画
- 2021年 真・中華一番!（第2期） - プロデューサー
- 2021年 ミュークルドリーミー みっくす! - 企画
- 2024年 2.5次元の誘惑 - エグゼクティブプロデューサー
- 2025年 FARMAGIA - エグゼクティブプロデューサー

### アニメ映画
- 2006年 超劇場版ケロロ軍曹 - TVリレーションシップス
- 2007年 超劇場版ケロロ軍曹2 深海のプリンセスであります! - TVリレーションシップス
- 2007年 ちびケロ ケロボールの秘密!? - TVシリーズリレーションシップ
- 2010年 10thアニバーサリー 劇場版 遊☆戯☆王 〜超融合!時空を越えた絆〜 - プロデューサー
- 2016年 遊☆戯☆王 THE DARK SIDE OF DIMENSIONS - プロデューサー

### テレビドラマ
- 2005年 仮面ライダー響鬼 - 代理店担当
- 2006年 仮面ライダーカブト - 代理店担当
- 2007年 仮面ライダー電王 - 代理店担当
- 2008年 仮面ライダーキバ - 代理店担当
- 2009年 仮面ライダーディケイド - 代理店担当
- 2009年 仮面ライダーW - 代理店担当
- 2010年 仮面ライダーオーズ/OOO - 代理店担当
- 2011年 仮面ライダーフォーゼ - 代理店担当
- 2012年 仮面ライダーウィザード - 代理店担当
- 2013年 仮面ライダー鎧武/ガイム - 代理店担当
- 2014年 仮面ライダードライブ - 代理店担当